# Alśazaur
Alśazaur (Alxasaurus) – rodzaj dinozaura z grupy celurozaurów, z nadrodziny terizinozauroidów; jego nazwa znaczy "jaszczur z Alxa" (od nazwy pustyni, na której znaleziono jego szczątki).
Żył w okresie wczesnej kredy (ok. 112-100 mln lat temu) na terenach Azji. Długość ciała ok. 4 m, masa ok. 400 kg. Jego szczątki znaleziono w Chinach i Mongolii.
Na  przednich kończynach miał długie pazury o trudnym do wyjaśnienia przeznaczeniu (być może służyły do zagarniania liści). Miał krótką szyję. Prawdopodobnie był wszystkożercą – odżywiał się roślinami oraz owadami lub małymi kręgowcami.